# دخلة مرمرة

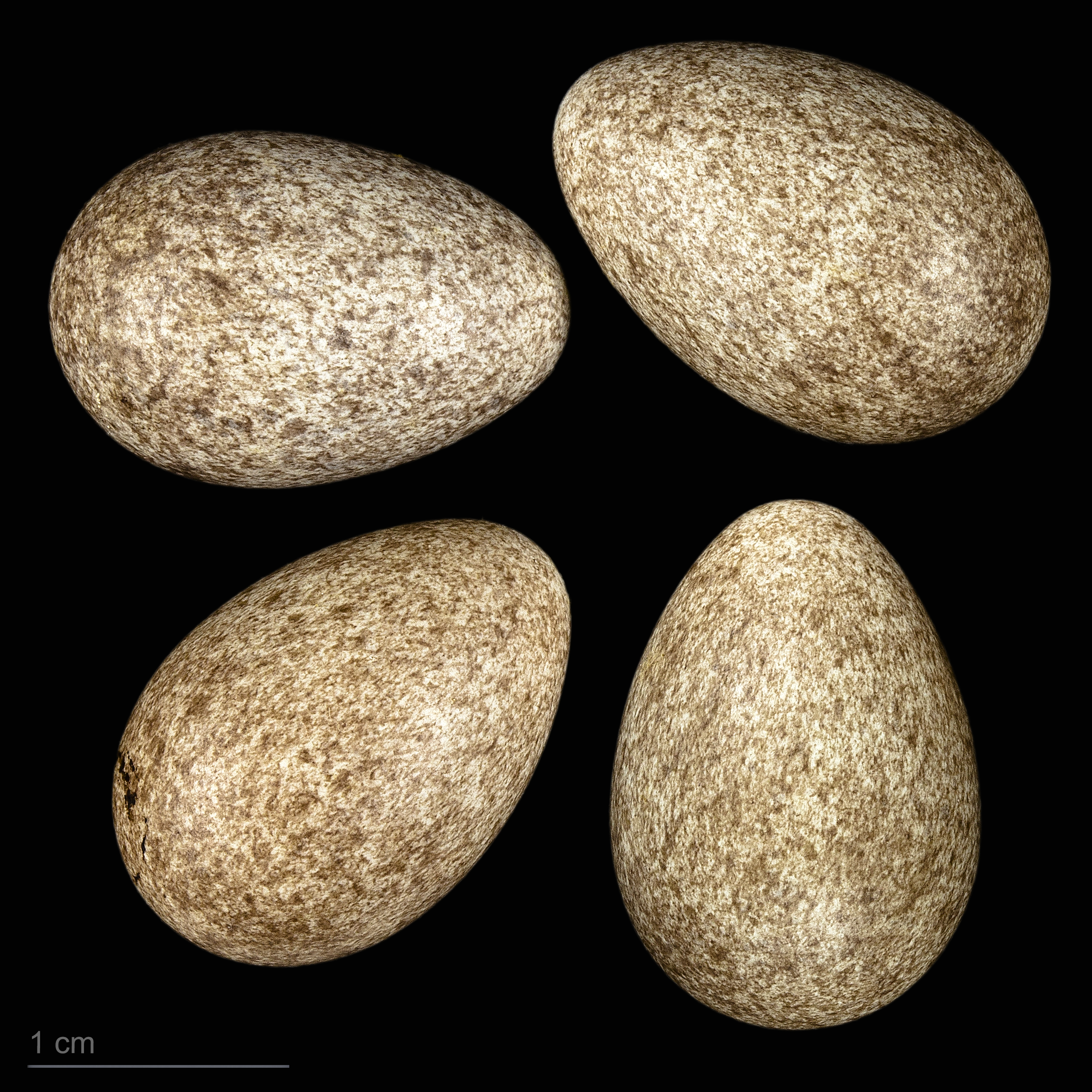
بيض دخلة مرمرة

دخلة مرمرة هو طائر من جنس سليفيا، يتكاثر في جزر البحر المتوسط «سردينيا وكورسيكا» ويهاجر «جنوبًا» في فصل الشتاء تجاه شمال إفريقيا.